# Park Won-sook
Park Won-sook (hangul: 박원숙, 19 de janeiro de 1949) é uma atriz sul-coreana.

## Filmografia
| Ano  | Título                                  | Papel                | Rede      |
| ---- | --------------------------------------- | -------------------- | --------- |
| 1970 | Brilliant Season                        |                      | MBC       |
| 1971 | Chief Inspector                         |                      | MBC       |
| 1974 | Narcissus                               |                      | MBC       |
| 1974 | Reed                                    |                      | MBC       |
| 1980 | Lifetime in the Country                 |                      | MBC       |
| 1981 | Let's Love                              |                      | MBC       |
| 1981 | Dad's Beard                             |                      | MBC       |
| 1982 | Yesterday and Tomorrow                  |                      | MBC       |
| 1983 | That Star Is My Star                    |                      | MBC       |
| 1985 | Mother's Room                           |                      | MBC       |
| 1985 | 500 Years of Joseon: The Wind Orchid    | Park Gyeong-bin      | MBC       |
| 1985 | Man of the Season                       | Kim Jin-sook         | MBC       |
| 1986 | Three Families Under One Roof           | Mãe de Sundol-yi     | MBC       |
| 1987 | The Land                                | Im Yi-ne             | KBS1      |
| 1987 | Eldest Sister-in-law                    |                      | KBS2      |
| 1989 | Jo Myeong-ha                            |                      | KBS1      |
| 1990 | What Do Women Want                      | Aunt                 | MBC       |
| 1990 | 500 Years of Joseon: Daewongun          |                      | MBC       |
| 1991 | Magpie Daughter-in-law                  | Kang Min-seon        | MBC       |
| 1991 | Keep Your Voice Down                    |                      | SBS       |
| 1992 | Small City                              |                      | SBS       |
| 1992 | Ambitions on Sand                       |                      | SBS       |
| 1993 | January                                 |                      | KBS2      |
| 1993 | Theme Series - A Thing Called Love      |                      | SBS       |
| 1994 | 한쪽 눈을 감아요                        |                      | KBS2      |
| 1994 | Way of Living: Woman                    | Ahn Woo-sook         | SBS       |
| 1995 | Seoul Nocturne                          |                      | SBS       |
| 1995 | Apartment                               |                      | MBC       |
| 1995 | LA Arirang                              |                      | SBS       |
| 1995 | Between Big Men                         |                      | KBS2      |
| 1995 | In the Name of Love                     |                      | SBS       |
| 1996 | Start                                   |                      | KBS2      |
| 1997 | You and I                               | Mrs. Hong            | MBC       |
| 1997 | Star in My Heart                        | Mrs. Song            | MBC       |
| 1997 | Where Women Dwell                       |                      | KBS2      |
| 1997 | White Christmas                         |                      | SBS       |
| 1998 | See and See Again                       | Song-ja              | MBC       |
| 1998 | Red Azalea                              |                      | KBS2      |
| 1998 | Shy Lover                               | Park Jin-ae          | MBC       |
| 1999 | Days of Delight                         | Mãe de Goo Yoo-jung  | MBC       |
| 1999 | Roses and Bean Sprouts                  | Myung-hee            | MBC       |
| 1999 | Tomato                                  | Sung Young-sook      | SBS       |
| 1999 | I'm Still Loving You                    | Jang Ok-hee          | MBC       |
| 2000 | All About Eve                           | Mrs. Song            | MBC       |
| 2000 | Rookie                                  | Yoon Sa-yeon         | SBS       |
| 2000 | Foolish Love                            | Kim Mi-sook          | KBS2      |
| 2001 | Wonderful Days                          | Mãe de Jang Seok-jin | SBS       |
| 2001 | Her House                               | Kim Dong-sook        | MBC       |
| 2001 | I Still Love You                        | Mrs. Kim             | SBS       |
| 2001 | Wuri's Family                           | Han Eun-ja           | MBC       |
| 2001 | Tender Hearts                           | Kim Jung-sook        | KBS1      |
| 2002 | Romance                                 | Yoon Mi-hee          | MBC       |
| 2002 | To Be With You                          | Yoon Hee-sook        | KBS1      |
| 2002 | Rival                                   | Oh Hye-ra            | SBS       |
| 2003 | All In                                  | Jang Hyun-ja         | SBS       |
| 2003 | Pearl Necklace                          | Noh Soon-bok         | KBS2      |
| 2003 | A Problem at My Younger Brother's House | Oh Jeom-soon         | SBS       |
| 2003 | Escape from Unemployment                | Lee Jung-ae          | SBS       |
| 2004 | Into the Storm                          | Kang In-joo          | SBS       |
| 2004 | Miss Kim's Million Dollar Quest         | Mãe de Park Moo-yeol | SBS       |
| 2004 | Tropical Nights in December             | Na Ae-sook           | MBC       |
| 2004 | My 19 Year Old Sister-in-Law            | Im Cheong-ok         | SBS       |
| 2005 | My Sweetheart, My Darling               | Jo Ok-jin            | KBS1      |
| 2005 | Becoming a Popular Song                 | Park Jin-young       | KBS2      |
| 2006 | Love Can't Wait                         | Kang Yeon-sook       | MBC       |
| 2006 | Hyena                                   |                      | tvN       |
| 2006 | Miracle                                 | Lee Mi-so            | MBC       |
| 2007 | The Person I Love                       |                      | SBS       |
| 2007 | The 1st Shop of Coffee Prince           | Mãe de Go Eun-chan   | MBC       |
| 2007 | How to Meet a Perfect Neighbor          | Sun-woo              | SBS       |
| 2007 | Winter Bird                             | Mrs. Kang            | MBC       |
| 2008 | Lawyers of the Great Republic of Korea  | Go Kyung-hee         | MBC       |
| 2008 | Glass Castle                            | Yoon In-kyung        | SBS       |
| 2009 | Father's House                          | Soon-ae              | SBS       |
| 2010 | Three Sisters                           | Jang Soon-ae         | SBS       |
| 2010 | Smile, Mom                              | Park Soon-ja         | SBS       |
| 2011 | The Greatest Love                       | Mãe de Yoon Pil-joo  | MBC       |
| 2011 | Poseidon                                | Uhm Hee-sook         | KBS2      |
| 2011 | Can't Lose                              | Yoo Jung-nan         | MBC       |
| 2011 | Lights and Shadows                      | Park Kyung-ja        | MBC       |
| 2011 | Bachelor's Vegetable Store              | Hwang Soo-ja         | Channel A |
| 2013 | A Hundred Year Legacy                   | Bang Young-ja        | MBC       |
| 2013 | Golden Rainbow                          | Kang Jung-shim       | MBC       |
| 2014 | Triangle                                | Heo Choon-hee        | MBC       |
| 2014 | Fated to Love You                       | Chairwoman Wang      | MBC       |

| Ano  | Título                                               | Papel            |
| ---- | ---------------------------------------------------- | ---------------- |
| 1975 | Visitor in Dawn                                      |                  |
| 1975 | Anna's Will                                          |                  |
| 1975 | Graduating School Girls                              |                  |
| 1975 | Story of the Youth                                   |                  |
| 1976 | Great Fighter                                        |                  |
| 1976 | Miss Yeom's Pure Heart Days                          |                  |
| 1976 | Yes, Goodbye for Today                               |                  |
| 1976 | Rocking Horse and a Girl                             |                  |
| 1976 | Cold Hearted Rent                                    |                  |
| 1976 | Why Do You Ask My Past?                              |                  |
| 1977 | Mother                                               |                  |
| 1977 | Goodbye, Sir!                                        |                  |
| 1977 | Winter Woman                                         |                  |
| 1977 | The Three Close Stars                                |                  |
| 1977 | Hedgehog of the Third Quay                           |                  |
| 1978 | Butterfly Maiden                                     |                  |
| 1978 | Evergreen                                            |                  |
| 1978 | Fire                                                 |                  |
| 1978 | Lee Mu-gi of Oryuk Island                            |                  |
| 1978 | The Swamp of Exile                                   |                  |
| 1979 | Traveller's Sadness                                  |                  |
| 1979 | The Twelve Boarders                                  |                  |
| 1979 | Miss Oh's Apartment Part 2                           |                  |
| 1979 | Do You Know Kotsuni?                                 |                  |
| 1979 | The Camellia Man                                     |                  |
| 1980 | One Night at a Strange Place                         |                  |
| 1980 | Spring Rain in Winter                                |                  |
| 1980 | The Man to be Forgotten                              |                  |
| 1980 | Hitman Sirasoni                                      |                  |
| 1980 | Helpless Chun-ja                                     |                  |
| 1980 | Lonely Star of Osaka                                 |                  |
| 1980 | Come and See Me                                      |                  |
| 1980 | Mrs. Speculator                                      |                  |
| 1980 | Dull Servant Pal Bul-chul                            |                  |
| 1980 | Outsiders                                            |                  |
| 1980 | A Fine, Windy Day                                    |                  |
| 1980 | The Girl and the Minstrels                           |                  |
| 1981 | The Man Who Dies Everyday                            |                  |
| 1981 | Subzero Point '81                                    |                  |
| 1981 | Yeo-ho God                                           |                  |
| 1981 | Colorful Woman                                       |                  |
| 1981 | Children of Darkness Part 1, Young-ae the Songstress |                  |
| 1981 | Last Stop                                            |                  |
| 1981 | An Embrace in the Dark Night                         |                  |
| 1982 | Leave the Vengeance to Me                            |                  |
| 1982 | The Swamp of Desire                                  |                  |
| 1982 | Sweet as Honey                                       |                  |
| 1983 | Theater of Life                                      |                  |
| 1983 | Three Days and Three Nights                          |                  |
| 1983 | Not Looks But the Heart                              | Song Ok-kyeong   |
| 1984 | Widow Dance                                          |                  |
| 1984 | Woman Who Grabbed the Rod                            |                  |
| 1984 | I Like It Just the Way It Is Now                     |                  |
| 1985 | The City in Amour                                    |                  |
| 1985 | Heaven Night After Night                             |                  |
| 1985 | Deer Hunting                                         |                  |
| 1985 | Eoudong                                              | Hyang-ji         |
| 1985 | Madame Aema 3                                        |                  |
| 1986 | Those With Wings                                     |                  |
| 1986 | Susana's Experience                                  |                  |
| 1986 | My Daughter Saved from Den of Evil 2                 |                  |
| 1986 | The Wandering Stars                                  |                  |
| 1987 | Moonlight Hunter                                     |                  |
| 1987 | Y's Experience                                       |                  |
| 1987 | The Trap                                             |                  |
| 1997 | Change                                               | Mãe de Dae-ho    |
| 2006 | Oh! My God                                           | Mãe de Jung-hwan |

| Ano       | Título       | Rede | Aparição |
| --------- | ------------ | ---- | -------- |
| 1987–1991 | Home Cooking | KBS1 | MC       |

| Ano  | Título                      | Artista    |
| ---- | --------------------------- | ---------- |
| 2010 | "Love Is Better Than Money" | Tae Jin-ah |

## Teatro
| Ano  | Título               | Papel |
| ---- | -------------------- | ----- |
| 1974 | Luv                  |       |
|      | Soyang River         |       |
|      | 여자가 머무르는 곳에 |       |

## Livros
| Ano  | Título                                    | Editora            |
| ---- | ----------------------------------------- | ------------------ |
| 1998 | 열흘 운 년이 보름은 못 울어?              | Joongang M&B       |
| 1999 | 맘좋은 년은 시애비가 열둘?                | Joongang M&B       |
| 2006 | Medical Fitness with Park Won-sook        | BM Korea           |
| 2006 | The Last Diet of My Life - Bravo My Body! | Random House Korea |